# Lalla Asma
Prinses Lalla Asma van Marokko (Arabisch: الأميرة لالة أسماء) (Rabat, 29 september 1965) is de tweede dochter van Marokkaanse koning Hassan II en zijn vrouw Lalla Latifa Hammou.
Lalla Asma is in 1986 getrouwd met Khalid Bouchentouf en ze hebben twee kinderen, een zoon Moulay Yazid Bouchentouf (25 juli 1987) en een dochter Lalla Nuhaila Bouchentouf (29 mei 1992).
Prinses Lalla Asma heeft twee broers koning Mohammed VI en Moulay Rachid, en twee zussen Lalla Meryem en Lalla Hasna.